# I3 (программа)
i3 — фреймовый оконный менеджер для X11, созданный под влиянием другого оконного менеджера wmii. Конфигурируется с помощью простого текстового файла. Позволяет значительно расширить свою функциональность благодаря возможности межпроцессного взаимодействия с помощью UNIX-сокетов. Существует также форк i3-gaps, основной особенностью которого является возможность управлять отступами окон.
Как и wmii, i3 в основном управляется через клавиатуру, причём клавиатурные сокращения похожи на те, которые используются в текстовом редакторе vi. Например, смена текущего окна производится нажатием клавиши Win/Alt и одной из клавиш (J/K/L/;), а для перемещения текущего окна нужно зажать ещё и клавишу Shift (Alt+Shift+J/K/L/;).

## Дизайн оконного менеджера
- Предлагает хорошо написанный, документированный код, что уменьшает порог вхождения для новых разработчиков[6].
- Корректно работает с несколькими мониторами.
- Подобно редактору vi, позволяет иметь несколько рабочих режимов. Таким образом одни и те же горячие клавиши могут иметь разные функции, в зависимости от того, в каком режиме сейчас находится менеджер.
- Использует деревья в качестве абстракции для управления окнами. Для каждого поддерева отдельно можно изменить режим разбиения (горизонтальный/вертикальный), а для каждого контейнера — режим расположения окон (фреймовый/стековый/вкладками).
- Поддержка кодировки UTF-8.
- Реализует интерфейс для межпроцессного взаимодействия[5]. Это позволяет другим программам посылать команды оконному менеджеру, а также получать уведомления об определённых событиях.

## Сравнение с другими фреймовыми оконными менеджерами
- i3 конфигурируется с помощью простого текстового файла, поэтому его можно настроить без знания программирования.
- В отличие от других подобных оконных менеджеров (awesome, dwm, xmonad), в i3 пользователь сам должен настраивать свои окна: разделять их по горизонтали или вертикали, изменять размеры и режим их расположения.

## «Плавающие» окна
Хоть i3 и является фреймовым оконным менеджером, у него существует возможность создания «плавающих» окон — они появляются поверх фреймов и могут перемещаться и свободно менять размер также, как в популярных средах рабочего стола, таких как GNOME или KDE.
Разработчики i3 рекомендуют использовать их только для всплывающих окон.